# 库里利亚和蒙特维亚斯科
库里利亚和蒙特维亚斯科（義大利語：Curiglia con Monteviasco），是意大利瓦雷泽省的一个市镇。总面积11平方公里，人口192人，人口密度17.5人/平方公里（2009年）。国家统计（ISTAT）代码为012061。